# 香港口述影像協會
香港口述影像協會（英語：Audio Description Association (Hong Kong)；簡稱：AuDeAHK）於2015年成立，是香港和中國內地首間及目前唯一一間提供全面口述影像培訓及服務，並具有口述影像學術研究背景和實務經驗的專業機構。目標是為視障人士提供無障礙資訊，讓他們參與更多娛樂、休閒、文化和體育活動，並提高大眾對口述影像的認識，提倡資訊無障礙，促進社會共融。

## 服務
香港口述影像協會提供多元化的服務， 例如：專業口述影像服務、專業口述影像員培訓課程、口述影像顧問服務及公眾教育。當中專業口述影像服務範疇包括：影視作品、教材及繪本、博物館及展覽、運動、戶外活動、觸感製作、表演藝術等等。

## 外部連結
- 香港口述影像協會官方網頁 （页面存档备份，存于）
- 香港口述影像協會Facebook專頁 （页面存档备份，存于）